# Basílica de San Luis Rey de Francia (San Luis)
La Basílica de San Luis Rey de Francia (en inglés: Basilica of St. Louis, King of France) es una iglesia católica que fue la segunda catedral al oeste del río Misisipi y hasta 1845 la única iglesia parroquial en la ciudad de St. Louis, Misuri en Estados Unidos. Es una de dos basílicas católicas en San Luis, y fue llamada así en honor del rey Luis IX de Francia, también homónimo de la ciudad de St. Louis.
La estructura actual (construida 1831-1834) se encuentra cerca de la orilla del río histórico de San Luis, rodeado por una parte de los jardines por el arco Gateway. Debido a la importancia histórica de la iglesia, fue dejada intacta mientras que todos los edificios vecinos fueron demolidos para hacer espacio para la entrada al arco. La basílica sirve actualmente como una iglesia parroquial personal más que para una iglesia parroquial territorial.

## Véase también

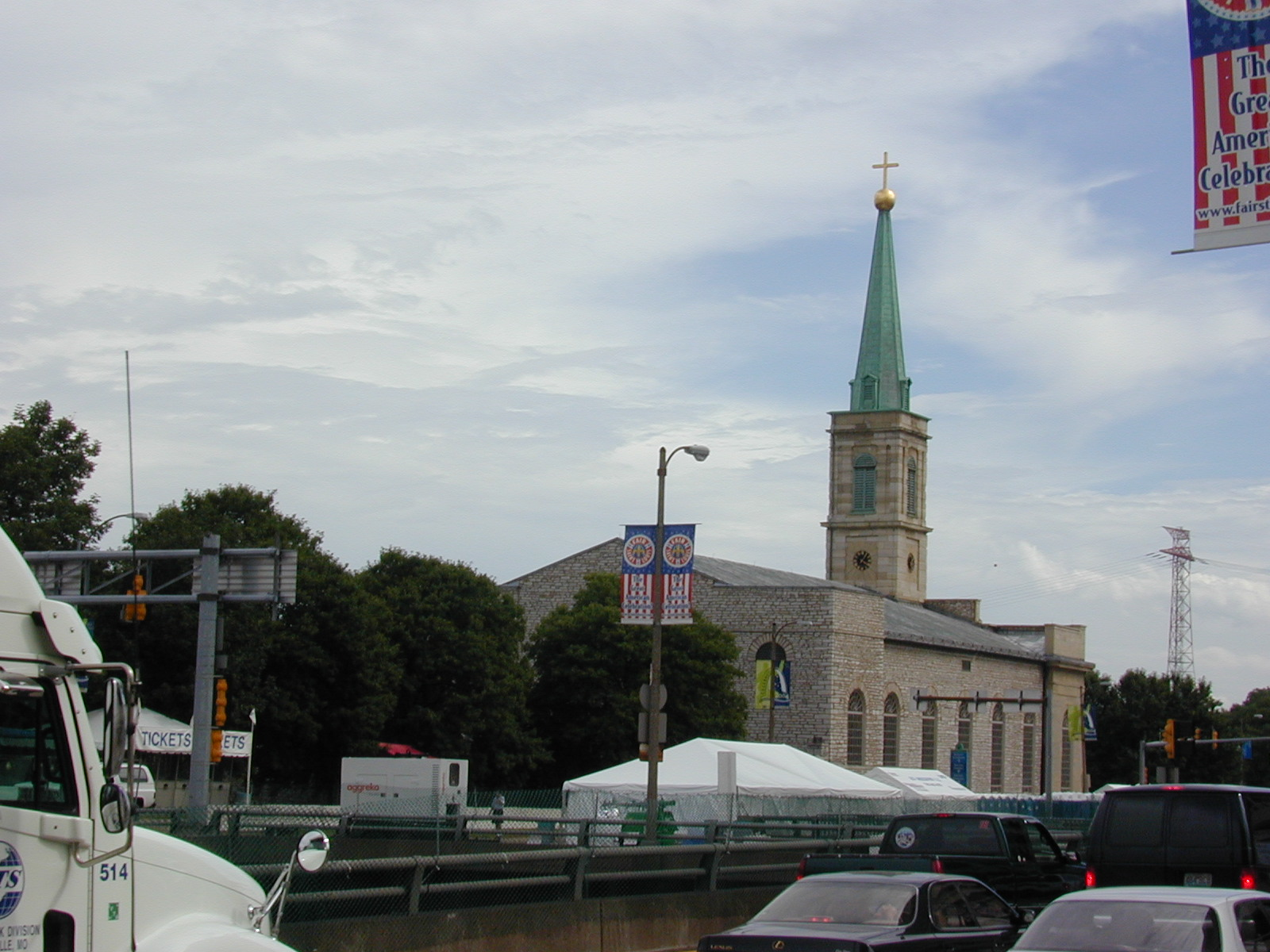
Otra vista del templo